# Tropidion pinima
Tropidion pinima là một loài bọ cánh cứng trong họ Cerambycidae.